# Lourdes (Belo Horizonte)
Pour les articles homonymes, voir Lourdes (homonymie).
Lourdes est un quartier de la zone Sud de la ville de Belo Horizonte au Brésil, la capitale du Minas Gerais, un des États fédérés du Brésil.